# Лелантська війна
Лелантська війна — збройний конфлікт між давньогрецькими містами-державами, що стався приблизно у 720—660 рр. до н. е. Перша війна з часів напівлегендарної облоги Трої, до якої, за твердженням Фукідіда, так чи інакше була втягнута більшість провідних держав Греції. Назва війни є умовною, прийнятою сучасними істориками. Самі греки називали її просто «війною халкідян з еретрійцями»

## Опис подій
Свідчень про причини та хід війни залишилося дуже мало — дослідники реконструюють події за доволі короткими згадками про неї у Фукідіда і Геродота, а також непрямими даними археології.
Приводом до війни швидше за все став конфлікт між сусідніми і колись дружніми (аж до виведення спільних колоній) евбейськими містами Халкіда и Еретрія за контроль над Лелантською рівниною — звідси й сучасна назва війни. Рівнина була багата родючими землями і покладами металів — заліза й міді, що в для тодішніх греків були стратегічним ресурсом.
Поступово до конфлікту долучилися й інші держави, іноді досить віддалені від Евбеї. Так, союзниками Еретрії були, окрім її власних колоній, Мілет, Хіос і Мегари, по початковому етапі війни — Егіна, пізніше — Аргос (хоча останній, можливо, прямого союзу з еретрейцями не укладав). На боці Халкіди були її колонії, Коринф, Еріфри, Самос, можливо навіть Спарта. На завершальному етапі війни халкідян підтримали фессалійці, власне кіннота з Фарсала і забезпечила у підсумку перемогу коаліції на чолі з Халкідою.

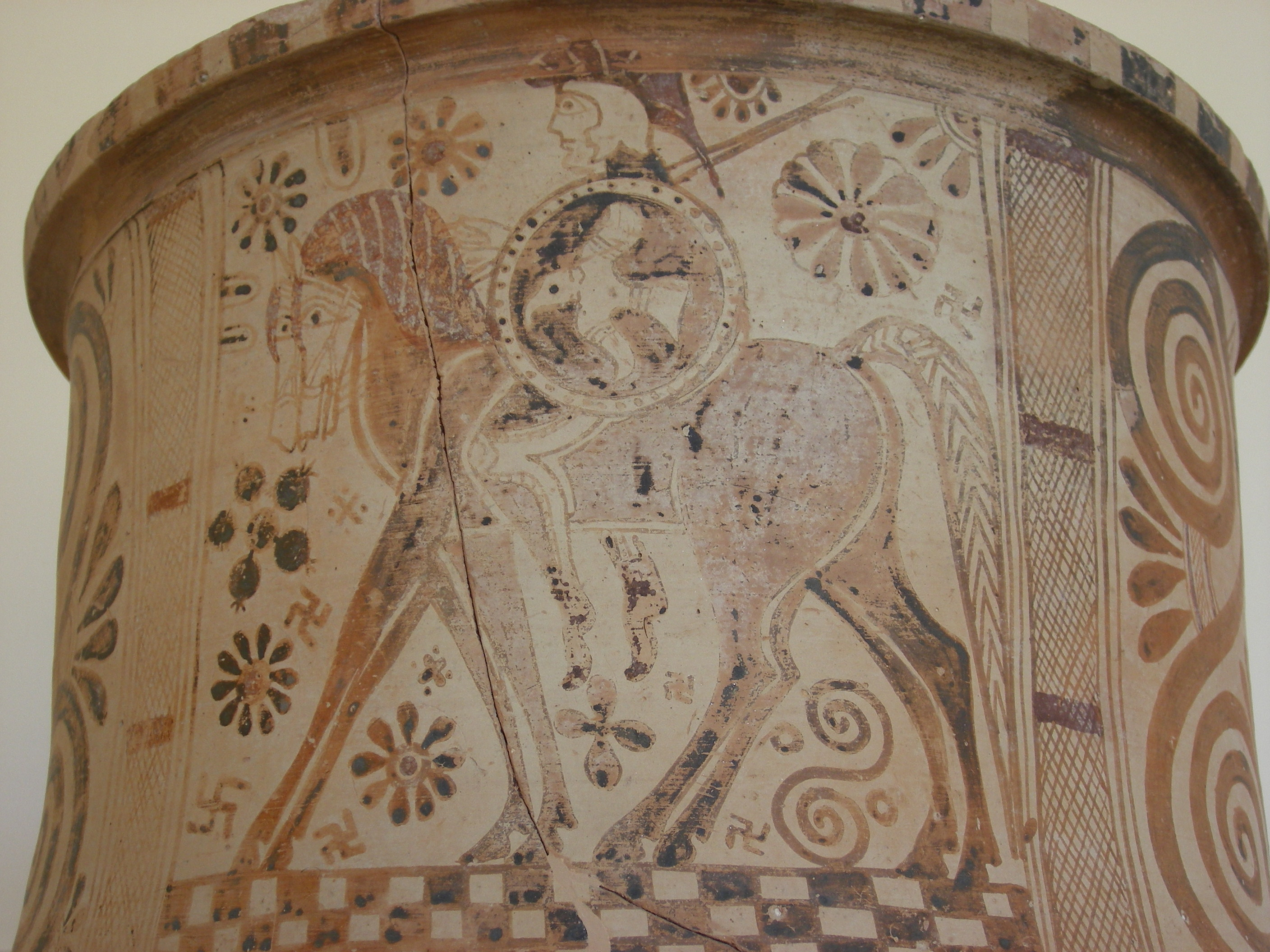
Архаїчна грецька кіннота, зображення на «геометричній» амфорі, VII ст. до н. е., Археологічний музей Пароса

Сама війна складалася з окремих сутичок і військових операцій. Зокрема, на початковому етапі халкідському війську на чолі з Амфідамантом вдалося отримати кілька перемог над еретрійцями, але в одній із сутичок Амфідамант загинув. За археологічними даними можна виокремити захоплення і руйнування халкідянами у 710 р. до н. е. міста Лефканді (так іменують його сучасні історики, давня назва міста невідома) біля гирла річки Лелант — посередині спірної території і сутички на Андросі, що супроводжувалися знищенням місцевого поселення, дружнього еретрійцям (близько 700 р. до н. е.). З письмових джерел відомо про невдалу операцію союзників Еретрії проти млійців і здобуття мілетянами під керівництвом Леодаманта евбейського міста Карист — вже на завершальному етапі війни. Врешті решт відомо, що у вирішальній битві за участю фессалійської кінноти загинув її ватажок — фарсалієць Клеомах. Вдячні халкідяни поховали його разом із загиблими на своєму акрополі, що мало свідчити про особливі заслуги полеглих перед містом. Певною мірою з війною були пов'язані і конфлікти, які зазвичай вважають просто сучасними Лелантській війні — зокрема війна Аргоса зі Спартою — із битвою біля Гісій (669 р. до н. е.), громадянські заворушення у Пітекуссах та поневіряння мегарських колоністів, яких виселили з Леонтін.
Під час війни вперше була застосована тактика зімкненого порядку важкоозброєних піхотинців — фаланга, проте перемогу забезпечила все ж таки кіннота (можливо, це була остання війна, в якій архаїчна кіннота, пов'язана з аристократією, зіграла вирішальну роль). З кількох джерел відомо, що під час війни між халкідянами і еретрійцями було досягнуто чи не першу в письмовій історії угоду про «обмеження озброєнь» — заборону використання метальної зброї (дротиків і пращ).
Перемогу у війні здобули халкідяни - Плутарх повідомляє, що саме халкідського архонта Тиннонда евбейці зрештою обрали посередником у врегулюванні конфлікту. Контроль над Лелантською рівниною, хоча й спустошеною під час бойових дій, залишивися за Хадкідою. Еретрія до того ж втратила Андрос, Тінос і Кею. Війна виснажила обидва евбейських міста, що втратили провідну роль у грецькому світі. Натомість зміцнилися і здобули вплив їхні союзники — Коринф і Мілет, що фактично розмежували між собою сфери впливу (Коринфу «дісталося» материкова Греція і Західне Середземномор'я, Мілету «залишилися» Анатолія, Кіпр і Чорне море).